# Tarek Fenianos
Tarek Fenianos, Tarik Finjanus (arab.: طارق فنيانوس, Ṭāriq Finyānūs; ur. 29 listopada 1990) – libański narciarz alpejski, wicemistrz Libanu z 2011 roku w gigancie.
W swojej karierze trzy razy startował na mistrzostwach świata. Jego najlepszym wynikiem w zawodach tej rangi jest zajęcie 46. miejsca w 2013 roku w Schladming w slalomie.

## Osiągnięcia

### Mistrzostwa świata
| Mistrzostwa                 | Konkurencja | Czas    | Wynik | Zwycięzca            |
| --------------------------- | ----------- | ------- | ----- | -------------------- |
| Garmisch-Partenkirchen 2011 | Gigant      | 1:21.25 | 69.   | Ted Ligety           |
| Garmisch-Partenkirchen 2011 | Slalom      | 2:21.63 | 74.   | Jean-Baptiste Grange |
| Schladming 2013             | Gigant      | 2:59.81 | 89.   | Ted Ligety           |
| Schladming 2013             | Slalom      | 2:29.42 | 46.   | Marcel Hirscher      |
| Beaver Creek 2015           | Gigant      | 2:19.94 | 97.   | Ted Ligety           |
| Beaver Creek 2015           | Slalom      | DNF     | DNF   | Jean-Baptiste Grange |